# Asmate aethiopissa
Asmate aethiopissa là một loài bướm đêm trong họ Geometridae.